# Познер Володимир Олександрович
Володимир Олександрович Познер старший (рос. Влади́мир Алекса́ндрович По́знер, 24 жовтня 1908, Санкт-Петербург, Російська імперія — 31 липня 1975, Москва, СРСР) — російсько-єврейський емігрант, організатор кіновиробництва у Франції, США та СРСР, звукорежисер, директор студії "Мосфільм". Під час Другої світової війни, працював в США на радянську розвідку. Батько Володимира та Павла Познера. 

## Родина та походження
Народився 24 жовтня у єврейській родині.
Батько — Олександр Володимирович (Вульфович) Познер (1875 — 1941), уродженець Мінська, інженер-технолог.
Мати — Катерина Вікторівна Познер (1876—?), власниця Петербурської студії фотографа
Мав двох сестер, Вікторію, та Олену.
Двоюрідний брат — Володимир Соломонович Позер, російський та французький поет та прозаїк.
Дружина — Жеральдін Нібуає, співробітница компанії Paramount Pictures. В їхньому шлюбі народилось двоє синів: Володимир (1934), відомий радянський та російський журналіст та телеведучий, та другий син Павло (1945—2016), доктор історичних наук.